# 뉴질랜드 노동당
뉴질랜드 노동당(영어: The New Zealand Labour Party, 마오리어: Rōpū Reipa o Aotearoa)은 뉴질랜드의 사회민주주의 정당이다. 1999년 총선부터 당시 집권 여당인 국민당을 누르고 집권을 하여 2008년까지 뉴질랜드의 집권 여당으로 있었다. 2008년 뉴질랜드 총선 결과, 뉴질랜드 노동당은 국민당에게 9년 만에 정권을 내주었다. 2017년 다시 정권을 되찾았다. 뉴질랜드 노동당 당수는 필 고프이며 당대표는 크리스 힙킨스이다. 저신다 아던은 2017년 10월 26일에 정권 교체로 제40대 총리에 취임했다. 과거에는 크리스 힙킨스가 제41대 총리가 되었으나 현재는 크리스토퍼 럭슨이 총리가 되면서 야당이 되었습니다.

## 당 이념 및 정치노선
노동당의 당 이념은 사회민주주의를 표방하고, 정치노선은 진보 · 중도좌파로 구성된 당이다.

## 의회 의석수
2018년 11월 현재, 노동당은 의회 전체 의석 수 120석 중 46석을 확보하고 있다.

## 2005년 총선 이후 연립 정부 정당
노동당과 연계하고 있는 의회 내의 정당은 뉴질랜드 제일당 (7석), 통합미래당 (2석), 진보당 (1석)이다. 2005년 총선 당시 '정책협조 및 지원 협약'(Supply and Confidence Agreement)을 노동당과 맺은 정당은 앞에 호명된 3당 외 뉴질랜드 녹색당 (6석)과 마오리당 (4석)이다.

## 2008년 총선 결과
2008년 11월 8일에 열린 2008년 뉴질랜드 총선 결과, 노동당은 총 43석을 획득하였지만, 제1야당인 국민당의 59석을 추월하지 못했다. 하지만 국민당 또한 과반수 의석 수인 61석을 못 얻었기 때문에 단독정부 구성은 불가능하지만, 이미 총선 전 행동당(ACT Party, 5석), 통합미래당(United Future, 1석)과 연립정부 구성을 끝마쳤다. 이로써 국민당 연립정부 지지 의석 수가 과반수인 61석을 넘고 총 65석을 차지했기 때문에, 이미 노동당 지지를 하겠다던 뉴질랜드 녹색당(Green Party, 8석)과 뉴질랜드 진보당(Progressive Party, 1석) 그리고 현재까지 아무 당도 지지하지 않은 마오리당(Māori Party, 5석)과도 연합을 맺어도 총 57석으로 턱없이 부족했다. 결국 노동당은 9년 만에 정권을 국민당에게 내주었다. 또한 현 뉴질랜드 총리이자 노동당 당수인 헬렌 클라크는 총선 패배 이후, 노동당 당수직에서 물러나겠다고 공식적으로 발표했다. 새로운 노동당 당수는 이번 성탄절 전에 발표될 예정이었다. 헬렌 클라크를 이을 노동당의 신임 당수로 당내 3인자인 필 고프(Phil Goff)가 선임되었다.

## 선거 결과
| 선거   | 득표수  | 득표율 | 의석     | 대표          |
| ------ | ------- | ------ | -------- | ------------- |
| 1946년 | 536,994 | 51.28% | 42 / 80  | 피터 프레이저 |
| 1969년 | 592,055 | 44.18% | 39 / 84  | 노먼 커크     |
| 1984년 | 829,154 | 42.98% | 56 / 95  | 데이비드 롱이 |
| 1996년 | 584,159 | 28.19% | 37 / 120 | 헬렌 클라크   |
| 2017년 | 956,184 | 36.89% | 46 / 120 | 저신다 아던   |